# Quandeba
Quandeba är en bondby i Eritrea.   Den ligger i regionen Maakel, i den centrala delen av landet, 20 km norr om huvudstaden Asmara. Quandeba ligger 2 400 meter över havet och antalet invånare är 1 000.
Terrängen runt Quandeba är varierad. Runt Quandeba är det tätbefolkat, med 369 invånare per kvadratkilometer. Närmaste större samhälle är Asmara, 19,8 km söder om Quandeba. Omgivningarna runt Quandeba är i huvudsak ett öppet busklandskap.